# Стаминодий
Стаминодий (лат. staminódium, от staminis род. пад. — „нишка“ и гр. ειδος — „вид“) — видоизменена стерилна тичинка която няма прашник и съответно не може да произвежда прашец.
Стаминодиите се образуват най-често от женските цветове и обикновено са слабо развити, невзрачни и без функция, но понякога са силно видоизменени и с нова функция. Например при пенстемоните стаминодиите имат множество власинки, а при видовете от род Hamamelis образуват нектар. При каните стаминодиите приличат на цветни листенца и са иззели функцията на венчелистчетата, които от своя страна са силно редуцирани и едва забележими.